# Masdevallia chaparensis
Masdevallia chaparensis es una especie de orquídea epífita originaria del oeste de Sudamérica.

## Descripción
Es una orquídea de pequeño tamaño que prefiere el clima fresco, es de hábitos epífitas, con ramicaules erectos envueltos basalmente por 2-3 vainas tubulares que llevan una sola hoja, apical, erecta, coriácea , estrechamente elíptica y largamente peciolada. Florece en primavera hasta el verano en una inflorescencia delgada, erguida a suberecta de 7 a 12 cm , llamativa que se mantiene por encima de las hojas.

## Distribución y hábitat
Se encuentra en las ramas cubiertas de musgo de las nebliselvas en alturas de 2400 a 2800 metros, es endémica de Bolivia.

## Cultivo
Se debe mantener la planta en sombra parcial. La planta puede ser cultivada en condiciones frías. Poner la planta en una maceta con corteza fina, musgo sphagnum o perlita. Regar con regularidad y mantenerla húmeda.

## Sinonimia
- Masdevallia hajekii Luer, Phytologia 39: 205 (1978).[1][2]